# N.G.L. Hammond
Nicholas Geoffrey Lemprière Hammond (ur. 14 listopada 1907, zm. 24 marca 2001) – brytyjski historyk specjalizujący się w tematyce starożytnej Grecji i Macedonii.

## Życiorys
Ukończył studia na Gonville and Caius College w Cambridge. W okresie poprzedzającym II wojnę światową przemierzył pieszo Grecję, poznając dogłębnie geografię kraju oraz ucząc się języka nowogreckiego i albańskiego. W trakcie wojny członek Special Operations Executive, walczył u boku greckich partyzantów przeciwko okupacji hitlerowskiej. W 1983 roku opublikował wspomnienia z czasów wojny (Venture into Greece with the Guerillas, 1943-1944, London 1983).
Po zakończeniu wojny wykładowca Clare College w Cambridge (1947-1954) i Clifton College w Bristolu (1954-1962). Od 1962 do przejścia na emeryturę w 1973 roku wykładał grekę na University of Bristol. W 1968 roku został członkiem British Academy. Opublikował ponad 20 książek. Był jednym z redaktorów Cambridge Ancient History i Oxford Classical Dictionary.
Odznaczony Komandorią Orderu Imperium Brytyjskiego (CBE), Distinguished Service Order oraz greckim Orderem Feniksa.

## Wybrane publikacje
- A History of Greece to 322 B.C. (1959) – tłum. polskie Dzieje Grecji, Anna Świderkówna, 1973
- Epirus: the Geography, the Ancient Remains, the History and Topography of Epirus and Adjacent Areas (1967)
- Migrations and invasions in Greece and Adjacent Areas (1976)
- Macedonian State: Origins, Institutions, and History (1976) – tłum. polskie Starożytna Macedonia, Andrzej Stanisław Chankowski, 1989
- Philip of Macedon (1994) – tłum. polskie Filip Macedoński, Jacek Lang, 2002
- The Genius of Alexander the Great (1997) – tłum. polskie Geniusz Aleksandra Wielkiego, Jacek Lang, 2000
- The Classical Age of Greece (1999)